# Специальное судебное присутствие Верховного Суда СССР
Специальное судебное присутствие Верховного Суда СССР — судебный орган СССР.
В соответствии с Конституцией СССР 1924 года специальные судебные присутствия Верховного Суда СССР образовывались для рассмотрения уголовных и гражданских дел исключительной важности, затрагивающих по своему содержанию две или несколько союзных республик СССР, а также дел персональной подсудности членов ЦИК СССР и СНК СССР, Председателя и членов Верховного Суда СССР, Прокурора СССР, его заместителя и старших помощников. После принятия Конституцией СССР 1936 года специальные судебные присутствия образовывались отдельными постановлениями Пленума Верховного Суда СССР.

## Дела, которые рассматривало Специальное судебное присутствие Верховного Суда СССР
- Шахтинское дело 1928 г.
- Дело Промпартии 1930 г.
- Дело Тухачевского 1937 г.
- Дело Кулика Г. И. 1942 г.
- Дело «Банды Берия» 1953 г.